# Stephanopis erinacea
Stephanopis erinacea es una especie de araña del género Stephanopis, familia Thomisidae.

## Distribución
Se distribuye por Fiyi.

## Taxonomía
Fue descrita por Karsch en 1878.
Tratamiento taxonómico
La especie aparece registrada y publicada en Exotisch-araneologisches. Zeitschrift für die Gesammten Naturwissenschaften 51: 322–333, 771–826..